# Sebastian Forke

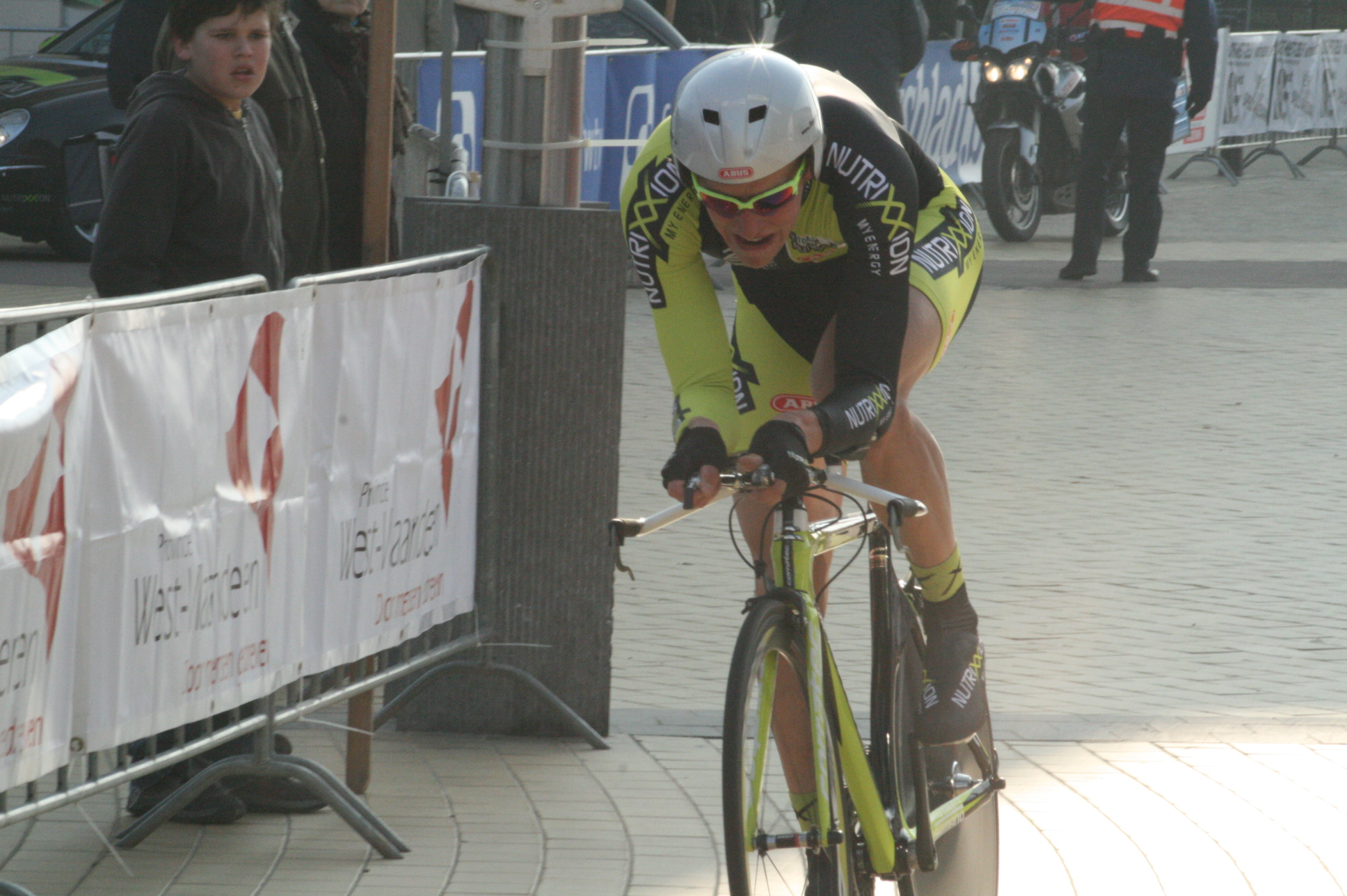
Sebastian Forke bei den Driedaagse van West-Vlaanderen 2011

Sebastian Forke (* 13. März 1987) ist ein ehemaliger deutscher Radrennfahrer.

## Karriere
Sebastian Forke wurde 2004 deutscher Junioren-Meister im Madison auf der Bahn. 2005 gewann er bei der Junioren-Europameisterschaft er Silber im Punktefahren. Außerdem gewann er eine Etappe beim Sint-Martinusprijs. 
Im Jahr 2006 erhielt Forke beim Continental Team Milram seinen ersten Vertrag bei einem internationalen Radsportteam. In seiner zweiten Saison dort gewann er das U23-Bundesliga-Rennen Cottbus–Görlitz–Cottbus und eine Etappe bei der Brandenburg-Rundfahrt. Cottbus–Görlitz–Cottbus konnte er erneut 2009 für sich entscheiden.
In den nächsten Jahren gewann er 2010 die Gesamtwertung und vier Etappen bei Dookoła Mazowsza und 2013 eine Etappe des Course de la Solidarité Olympique und das Eintagesrennen Ronde van Midden-Nederland.
Nachdem sich Forke mit interessierten Mannschaften nicht auf einen Vertrag für das Jahr 2014 einigen konnte, beendete er seine internationale Karriere und nahm Anfang Dezember 2014 eine Tätigkeit als Kundenbetreuer für den deutschsprachigen Raum des Radherstellers Specialized auf.

## Erfolge
2007
- eine Etappe Brandenburg-Rundfahrt

2010
- Gesamtwertung und vier Etappen Dookoła Mazowsza

2013
- eine Etappe Course de la Solidarité Olympique
- Ronde van Midden-Nederland

## Teams
- 2006 Continental Team Milram
- 2007 Continental Team Milram
- 2008 Team 3C Gruppe
- 2009 LKT Team Brandenburg
- 2010 Team Nutrixxion Sparkasse
- 2011 Nutrixxion Sparkasse
- 2012 Team NSP-Ghost
- 2013 Team NSP-Ghost
- 2014 Christina Watches-Kuma